# California Cryobank
California Cryobank ist eine Samenbank in Kalifornien in den Vereinigten Staaten von Amerika. Es ist eine der beiden größten der Welt. Sie hat Niederlassungen in Palo Alto, Los Angeles, Cambridge, Massachusetts und New York. Laut dem Unternehmen waren im Jahr 2018 etwa 600 Spender und 75.000 Lebendgeburten seit 1977 registriert. Seit 2018 werden keine anonymen Spenden mehr erlaubt. Es gibt das Angebot, Samen von Spendern auszuwählen, die Berühmtheiten äußerlich ähneln. Menschen, die mit Hilfe einer Samenspende gezeugt wurden, erhalten auf Anfrage Informationen über ihren biologischen Vater, wenn sie volljährig sind. Die Bank bietet auch Samen von Spendern an, die bereits verstorben sind. Mit-Gründer Cappy Rothman war der erste Arzt, der bereits verstorbenen Männern Spermien entnahm. 2016 schätzte er, es habe 200 solcher Fälle gegeben.